# میریستیک اسید
میریستیک اسید (به انگلیسی: Myristic acid) با فرمول شیمیایی C۱۴H۲۸O۲ یک اسید چرب با شناسه پاب‌کم ۱۱۰۰۵ است که جرم مولی آن ۲۲۸٫۳۷۰۹۲ g/mol می‌باشد. این اسید چرب اشباع شده در میوه جوز هندی و نارگیل وجود دارد. 